# Chuyến bay 120 của China Airlines
Chuyến bay 120 của hãng China Airlines là một chuyến bay thường lệ theo lịch trình từ Sân bay quốc tế Đào Viên Đài Loan ở Đài Bắc, Đài Loan đi Sân bay Naha ở Okinawa, Nhật Bản.
Chuyến bay này đã hạ cánh một cách bình thường vào lúc 10h26 sáng ngày 20 tháng 8 năm 2007 và đang chạy trên đường lăn vào khu vực cổng lúc 10h34. Lửa đã bốc chảy từ động cơ số 2 khi cơ trưởng tắt động cơ này khi tiếp xúc với cổng nhà ga. Đài không lưu đã thông báo cho cơ trưởng và ra lệnh cho cơ trưởng di tản hành khách khẩn cấp.. Ngay lập tức sau khi di tản người cuối cùng (cơ trưởng người Đài Loan), động cơ số 2 đã nổ dữ dội, tạo một ngọn lửa lớn phá hủy chiếc máy bay. Một tuyên bố từ hãng hàng không China Airlines đã xác nhận rằng tất cả hành khách và phi hành đoàn đã được di tản an toàn, với một số phi hành đoàn dưới mặt đất bị thương nhẹ.